# Санчай Ратіватана
Санчай Ратіватана (нар. 23 січня 1982) — колишній таїландський тенісист.
Найвищу одиночну позицію світового рейтингу — 831 місце досяг 26 листопада 2007, парну — 39 місце — 28 квітня 2008 року.
Здобув 2 парні титули.
Найвищим досягненням на турнірах Великого шолома було 3 коло в парному розряді.

## Фінали турнірів ATP за кар'єру

### Парний розряд: 3 (2–1)
| Легенда                                     |
| ------------------------------------------- |
| Турніри Великого шолома (0–0)               |
| Фінали Світового туру ATP (0–0)             |
| Серія Мастерс 1000 Світового Туру ATP (0–0) |
| Серія 500 Світового туру ATP (0–1)          |
| Серія 250 Світового туру ATP (2–0)          |

| Титули за покриттям |
| ------------------- |
| Тверде (2–1)        |
| Ґрунт (0–0)         |
| Трава (0–0)         |

| Титули за типом корту |
| --------------------- |
| Відкритий (1–0)       |
| Закритий (1–1)        |

| Результат | В-П | Дата     | Турнір                                         | Рівень      | Покриття   | Партнер           | Суперники                           | Рахунок          |
| --------- | --- | -------- | ---------------------------------------------- | ----------- | ---------- | ----------------- | ----------------------------------- | ---------------- |
| Перемога  | 1–0 | Вер 2007 | Thailand Open, Таїланд                         | Інтернешнл  | Тверде (i) | Сончат Ратіватана | Мікаель Льодра Ніколя Маю           | 3–6, 7–5, [10–7] |
| Перемога  | 2–0 | Січ 2008 | Maharashtra Open, Індія                        | Інтернешнл  | Тверде     | Сончат Ратіватана | Маркос Багдатіс Марк Жікель         | 6–4, 7–5         |
| Поразка   | 2–1 | Лют 2008 | U.S. National Indoor Tennis Championships, США | Інтер. Ґолд | Тверде (i) | Сончат Ратіватана | Магеш Бгупаті Марк Ноулз (тенісист) | 6–7(5–7), 2–6    |

## Фінали челленджерів Туру ATP

### Парний розряд: 81 (48–33)
| Результат | В-П   | Дата     | Турнір                    | Покриття  | Партнер           | Суперники                                        | Рахунок                     |
| --------- | ----- | -------- | ------------------------- | --------- | ----------------- | ------------------------------------------------ | --------------------------- |
| Перемога  | 1–0   | Жов 2003 | Dharwad, Індія            | Тверде    | Сончат Ратіватана | Пракаш Амрітрадж Рік де Вуст                     | 3–6, 6–3, 7–5               |
| Перемога  | 2–0   | Кві 2004 | Пусан, Південна Корея     | Тверде    | Сончат Ратіватана | Івабуті Сатосі Івамі Тасуку                      | 6–7(5–7), 7–6(7–1), 6–4     |
| Перемога  | 3–0   | Сер 2004 | Белу-Оризонті, Бразилія   | Тверде    | Сончат Ратіватана | Маркуш Даніел Іван Міранда                       | 6–2, 7–5                    |
| Перемога  | 4–0   | Лис 2004 | Острів Реюньйон, Реюньйон | Тверде    | Сончат Ратіватана | Мішель Кратохвіл Їржі Ванек                      | w/o                         |
| Поразка   | 4–1   | Січ 2005 | Вайколоа, США             | Тверде    | Сончат Ратіватана | Андре Са Ерік Тайно                              | 6–7(2–7), 6–3, 6–7(2–7)     |
| Перемога  | 5–1   | Лют 2005 | Шербур, Франція           | Тверде(i) | Сончат Ратіватана | Жан-Крістоф Форель Ніколя Ренаван                | 6–3, 6–2                    |
| Поразка   | 5–2   | Лис 2005 | Пусан, Південна Корея     | Тверде    | Сончат Ратіватана | Ешлі Фішер Тріпп Філліпс                         | 5–7, 3–6                    |
| Поразка   | 5–3   | Бер 2006 | Шербур, Франція           | Тверде(i) | Сончат Ратіватана | Жан-Франсуа Башло Стефан Робер                   | 6–7(5–7), 3–6               |
| Перемога  | 6–3   | Кві 2006 | Chikmagalur, Індія        | Тверде    | Сончат Ратіватана | Лу Єн-Сун Данай Удомчоке                         | 6–3, 6–2                    |
| Поразка   | 6–4   | Кві 2006 | Dharwad, Індія            | Тверде    | Сончат Ратіватана | Каміл Чапкович Лукаш Лацко                       | 3–6, 5–7                    |
| Перемога  | 7–4   | Тра 2006 | Фергана, Узбекистан       | Тверде    | Сончат Ратіватана | Олексій Кедрюк Орест Терещук                     | 6–7(7–9), 7–6(7–3), [14–12] |
| Перемога  | 8–4   | Лип 2006 | Lexington Challenger      | Тверде    | Сончат Ратіватана | Джон Ізнер Колін Перселл                         | 7–6(7–5), 4–6, [10–6]       |
| Поразка   | 8–5   | Лис 2006 | Пусан, Південна Корея     | Тверде    | Сончат Ратіватана | Александер Пея Б'єрн Фау                         | 7–6(7–3), 3–6, [6–10]       |
| Перемога  | 9–5   | Бер 2007 | Кіото, Японія             | Килим(i)  | Сончат Ратіватана | Ражів Рам Боббі Рейнольдс                        | 6–4, 6–3                    |
| Перемога  | 10–5  | Тра 2007 | San Remo, Італія          | Ґрунт     | Сончат Ратіватана | Стів Дарсі Стефан Ваутерс                        | 7–6(7–3), 6–3               |
| Перемога  | 11–5  | Чер 2007 | Lugano, Швейцарія         | Ґрунт     | Сончат Ратіватана | Жан-Клод Шеррер Ловро Зовко                      | 6–4, 6–4                    |
| Перемога  | 12–5  | Лип 2007 | Гранбі, Канада            | Тверде    | Сончат Ратіватана | Івабуті Сатосі Філіп Столт                       | 6–2, 7–6(7–4)               |
| Поразка   | 12–6  | Жов 2007 | Сеул, Південна Корея      | Тверде    | Сончат Ратіватана | Рік де Вуст Лу Єн-Сун                            | 3–6, 5–7                    |
| Поразка   | 12–7  | Жов 2008 | Сеул, Південна Корея      | Тверде    | Сончат Ратіватана | Лукаш Кубот Олівер Марах                         | 5–7, 6–4, [6–10]            |
| Перемога  | 13–7  | Січ 2009 | Salinas, Еквадор          | Тверде    | Сончат Ратіватана | Хуан Пабло Бжезіцькі Іван Міранда                | 6–3, 7–6(7–5)               |
| Перемога  | 14–7  | Лют 2009 | Wrocław, Польща           | Тверде(i) | Сончат Ратіватана | Бенедікт Дорш Сем Варбург                        | 6–4, 3–6, [10–8]            |
| Перемога  | 15–7  | Бер 2009 | Мельбурн, Австралія       | Тверде    | Сончат Ратіватана | Чжень Ді Данай Удомчоке                          | 7–6(7–5), 5–7, [10–7]       |
| Поразка   | 15–8  | Бер 2009 | Khorat, Таїланд           | Тверде    | Сончат Ратіватана | Роган Бопанна Айсам-уль-Хак Куреші               | 6–3, 6–7(5–7), [5–10]       |
| Перемога  | 16–8  | Кві 2009 | Mexico City, Мексика      | Тверде    | Сончат Ратіватана | Віктор Естрелья Бургос Жоао Соуза                | 6–3, 6–3                    |
| Перемога  | 17–8  | Тра 2009 | Пусан, Південна Корея     | Тверде    | Сончат Ратіватана | Івамі Тасуку Мацуї Тосіхіде                      | 6–4, 6–2                    |
| Поразка   | 17–9  | Лип 2009 | Aptos, США                | Тверде    | Сончат Ратіватана | Карстен Болл Кріс Гуччоне                        | 3–6, 2–6                    |
| Поразка   | 17–10 | Лис 2009 | Сеул, Південна Корея      | Тверде    | Сончат Ратіватана | Рік де Вуст Лу Єн-Сун                            | 6–7(5–7), 6–3, [6–10]       |
| Поразка   | 17–11 | Гру 2009 | Зальцбург, Австрія        | Тверде(i) | Сончат Ратіватана | Філіпп Маркс Ігор Зеленай                        | 4–6, 5–7                    |
| Поразка   | 17–12 | Січ 2010 | Salinas, Еквадор          | Тверде    | Сончат Ратіватана | Джонатан Маррей Джеймі Маррей                    | 3–6, 4–6                    |
| Перемога  | 18–12 | Січ 2010 | Гайльбронн, Німеччина     | Тверде(i) | Сончат Ратіватана | Маріо Анчич Ловро Зовко                          | 6–4, 7–5                    |
| Поразка   | 18–13 | Сер 2010 | Гранбі, Канада            | Тверде    | Сончат Ратіватана | Фредерік Нільсен Джозеф Сіріанні                 | 6–4, 4–6, [6–10]            |
| Перемога  | 19–13 | Вер 2010 | Бангкок, Таїланд          | Тверде    | Сончат Ратіватана | Фредерік Нільсен Юїті Суґіта                     | 6–3, 7–5                    |
| Поразка   | 19–14 | Лис 2010 | Еккенталь, Німеччина      | Килим(i)  | Сончат Ратіватана | Скотт Ліпскі Ражів Рам                           | 7–6(7–2), 4–6, [4–10]       |
| Поразка   | 19–15 | Січ 2011 | Singapore, Singapore      | Тверде    | Сончат Ратіватана | Скотт Ліпскі Девід Мартін                        | 7–5, 1–6, [8–10]            |
| Поразка   | 19–16 | Бер 2011 | Guangzhou, Китай          | Тверде    | Сончат Ратіватана | Михайло Єлгін Олександр Кудрявцев                | 6–7(3–7), 3–6               |
| Перемога  | 20–16 | Сер 2011 | Пекін, Китай              | Тверде    | Сончат Ратіватана | Харрі Хеліовара Міхаель Рідерстедт               | 6–7(4–7), 6–3, [10–3]       |
| Перемога  | 21–16 | Вер 2011 | Shanghai, Китай           | Тверде    | Сончат Ратіватана | Фріц Волмаранс Майкл Яні                         | 7–6(7–4), 6–3               |
| Перемога  | 22–16 | Жов 2011 | Сеул, Південна Корея      | Тверде    | Сончат Ратіватана | Пурав Раджа Дівідж Шаран                         | 6–4, 7–6(7–3)               |
| Перемога  | 23–16 | Січ 2012 | Nouméa, New Caledonia     | Тверде    | Сончат Ратіватана | Аксель Мішон Ґійом Рюфен                         | 6–0, 6–4                    |
| Перемога  | 24–16 | Лют 2012 | Kazan, Росія              | Тверде(i) | Сончат Ратіватана | Олександр Бурий Матеуш Ковальчик                 | 6–3, 6–1                    |
| Перемога  | 25–16 | Бер 2012 | Кіото, Японія             | Килим(i)  | Сончат Ратіватана | Сє Чженбен Лі Сіньхань                           | 7–6(9–7), 6–3               |
| Поразка   | 25–17 | Тра 2012 | Фергана, Узбекистан       | Тверде    | Сончат Ратіватана | Равен Класен Ізак ван дер Мерве                  | 3–6, 4–6                    |
| Перемога  | 26–17 | Лип 2012 | Anning, Китай             | Ґрунт     | Сончат Ратіватана | Руан Рулофсе Кіттіпонг Вачирамановонг            | 4–6, 7–6(7–1), [13–11]      |
| Перемога  | 27–17 | Лип 2012 | Wuhan, Китай              | Тверде    | Сончат Ратіватана | Адам Фіні Сем Грот                               | 6–4, 2–6, [10–8]            |
| Перемога  | 28–17 | Сер 2012 | Пекін, Китай              | Тверде    | Сончат Ратіватана | Юкі Бгамбрі Дівідж Шаран                         | 7–6(7–3), 2–6, [10–6]       |
| Перемога  | 29–17 | Вер 2012 | Shanghai, Китай           | Тверде    | Сончат Ратіватана | Юкі Бгамбрі Дівідж Шаран                         | 6–4, 6–4                    |
| Перемога  | 30–17 | Вер 2012 | Ningbo, Китай             | Тверде    | Сончат Ратіватана | Ґун Маосінь Чжан Цзе                             | 6–4, 6–2                    |
| Поразка   | 30–18 | Лис 2012 | Yokohama, Японія          | Тверде    | Сончат Ратіватана | Пракаш Амрітрадж Філіпп Освальд                  | 3–6, 4–6                    |
| Перемога  | 31–18 | Бер 2013 | Шербур, Франція           | Тверде(i) | Сончат Ратіватана | Філіпп Маркс Флорін Мерджа                       | 7–5, 6–4                    |
| Перемога  | 32–18 | Чер 2013 | Nottingham Open           | Трава     | Сончат Ратіватана | Пурав Раджа Дівідж Шаран                         | 7–6(7–5), 6–7(3–7), [10–8]  |
| Поразка   | 32–19 | Лип 2013 | Eskişehir, Туреччина      | Тверде    | Сончат Ратіватана | Марін Драганя Мате Павич                         | 3–6, 6–3, [7–10]            |
| Перемога  | 33–19 | Вер 2013 | Shanghai, Китай           | Тверде    | Сончат Ратіватана | Лі Сіньхань Бен Сяньїнь                          | 6–3, 6–4                    |
| Поразка   | 33–20 | Лис 2013 | Yokohama, Японія          | Тверде    | Сончат Ратіватана | Бредлі Клан Майкл Вінус                          | 5–7, 1–6                    |
| Поразка   | 33–21 | Лют 2014 | New Delhi, India          | Тверде    | Сончат Ратіватана | Сакет Мінені Санам Сінгх                         | 6–7(5–7), 4–6               |
| Перемога  | 34–21 | Бер 2014 | Guangzhou, Китай          | Тверде    | Сончат Ратіватана | Лі Сіньхань Амір Вайнтрауб                       | 6–2, 6–4                    |
| Поразка   | 34–22 | Бер 2014 | Кіото, Японія             | Килим(i)  | Майкл Вінус       | Пурав Раджа Дівідж Шаран                         | 7–5, 6–7(3–7), [4–10]       |
| Перемога  | 35–22 | Тра 2014 | Пусан, Південна Корея     | Тверде    | Сончат Ратіватана | Джеймі Дельгадо Джон-Патрік Сміт                 | 6–4, 6–4                    |
| Поразка   | 35–23 | Жов 2014 | Pune, India               | Тверде    | Сончат Ратіватана | Сакет Мінені Санам Сінгх                         | 3–6, 2–6                    |
| Поразка   | 35–24 | Тра 2015 | Taipei, Chinese Taipei    | Килим(i)  | Сончат Ратіватана | Меттью Ебден Ван Цзєфу                           | 1–6, 4–6                    |
| Перемога  | 36–24 | Тра 2015 | Пусан, Південна Корея     | Тверде    | Сончат Ратіватана | Нам Чі Сун Сон Мін Кю                            | 7–6(7–2), 3–6, [10–7]       |
| Перемога  | 37–24 | Лис 2015 | Kobe, Японія              | Тверде(i) | Сончат Ратіватана | Чжень Ді Франко Шкугор                           | 6–4, 2–6, [11–9]            |
| Перемога  | 38–24 | Лис 2015 | Yokohama, Японія          | Тверде    | Сончат Ратіватана | Ріккардо Гедін Ї Чжухуань                        | 6–4, 6–4                    |
| Поразка   | 38–25 | Бер 2016 | Guangzhou, Китай          | Тверде    | Сончат Ратіватана | Олександр Кудрявцев Денис Молчанов               | 2–6, 2–6                    |
| Перемога  | 39–25 | Кві 2016 | Gwangju, Південна Корея   | Тверде    | Сончат Ратіватана | Фредерік Нільсен Девід О'Гейр                    | 6–3, 6–2                    |
| Поразка   | 39–26 | Тра 2016 | Пусан, Південна Корея     | Тверде    | Сончат Ратіватана | Сем Грот Леандер Паес                            | 6–4, 1–6, [7–10]            |
| Поразка   | 39–27 | Вер 2016 | Бангкок, Таїланд          | Тверде    | Сончат Ратіватана | Вішая Тронгчароенчайкул Кіттіпонг Вачирамановонг | 6–7(9–11), 3–6              |
| Перемога  | 40–27 | Вер 2016 | Гаосюн, Китайський Тайбей | Тверде    | Сончат Ратіватана | Сє Чженбен Ї Чжухуань                            | 6–4, 7–6(7–4)               |
| Перемога  | 41–27 | Жов 2016 | Ho Chi Minh City, Vietnam | Тверде    | Сончат Ратіватана | Джіван Недунчежіян Рамкумар Раманатхан           | 7–5, 6–4                    |
| Перемога  | 42–27 | Січ 2017 | Бангкок, Таїланд          | Тверде    | Сончат Ратіватана | Садіо Думбія Фаб'єн Ребуль                       | 7–6(7–4), 7–5               |
| Перемога  | 43–27 | Лют 2017 | Кіото, Японія             | Тверде(i) | Сончат Ратіватана | Рубен Бемельманс Йоріс Де Лор                    | 4–6, 6–4, [10–7]            |
| Перемога  | 44–27 | Бер 2017 | Шеньчжень, Китай          | Тверде    | Сончат Ратіватана | Сє Чженбен Крістофер Рунґкат                     | 6–2, 6–7(5–7), [10–6]       |
| Поразка   | 44–28 | Кві 2017 | Taipei, Chinese Taipei    | Килим(i)  | Сончат Ратіватана | Марко К'юдінеллі Франко Шкугор                   | 6–4, 2–6, [5–10]            |
| Поразка   | 44–29 | Тра 2017 | Пусан, Південна Корея     | Тверде    | Сончат Ратіватана | Сє Чженбен Бен Сяньїнь                           | 5–7, 6–4, [8–10]            |
| Перемога  | 45–29 | Лип 2017 | Віннетка, США             | Тверде    | Крістофер Рунґкат | Бредлі Клан Кевін Кінґ                           | 7–6(7–4), 6–2               |
| Перемога  | 46–29 | Жов 2017 | Гаосюн, Китайський Тайбей | Тверде    | Сончат Ратіватана | Джонатан Ерліх Александер Пея                    | 6–4, 1–6, [10–6]            |
| Перемога  | 47–29 | Лис 2017 | Hua Hin Championships     | Тверде    | Сончат Ратіватана | Остін Крайчек Джексон Вітроу                     | 6–4, 5–7, [10–5]            |
| Поразка   | 47–30 | Бер 2018 | Yokohama, Японія          | Тверде    | Сончат Ратіватана | Тобіас Камке Тім Пюц                             | 6–3, 5–7, [10–12]           |
| Поразка   | 47–31 | Тра 2018 | Кімчхон, Південна Корея   | Тверде    | Сончат Ратіватана | Руан Рулофсе Джон-Патрік Сміт                    | 2–6, 3–6                    |
| Поразка   | 47–32 | Жов 2018 | Stockton, США             | Тверде    | Крістофер Рунґкат | Даріан Кінг Ной Рубін                            | 3–6, 4–6                    |
| Перемога  | 48–32 | Жов 2018 | Fairfield, США            | Тверде    | Крістофер Рунґкат | Харрі Хеліовара Генрі Лааксонен                  | 6–0, 7–6(11–9)              |
| Поразка   | 48–33 | Січ 2020 | Бангкок, Таїланд          | Тверде    | Крістофер Рунґкат | Андрій Голубєв Олександр Недовєсов               | 6–3, 6-7(1-7), [5-10]       |

## Часова шкала виступів на турнірах Великого шлему в парному розряді
| W | Ф | ПФ | ЧФ | #Р | КТ | К# | DNQ | A | NH |

| Турнір                                 | 2006 | 2007 | 2008 | 2009 | 2010 | 2011 | 2012 | 2013 | В-П  |
| -------------------------------------- | ---- | ---- | ---- | ---- | ---- | ---- | ---- | ---- | ---- |
| Відкритий чемпіонат Австралії з тенісу |      |      | 1р   |      |      | 1р   |      | 1р   | 0–3  |
| Відкритий чемпіонат Франції з тенісу   |      |      | 1р   |      |      |      |      | 1р   | 0–2  |
| Вімблдонський турнір                   | 2р   | 1р   | 1р   | 2р   | 3р   | 1р   | 2р   | 2р   | 6–8  |
| Відкритий чемпіонат США з тенісу       |      |      | 1р   |      |      |      | 1р   |      | 0–2  |
| В-П                                    | 1–1  | 0–1  | 0–4  | 1–1  | 2–1  | 0–2  | 1–2  | 1–3  | 6–15 |